# Pożegnanie Chrystusa z Matką
Pożegnanie Chrystusa z Matką – obraz renesansowego malarza niemieckiego Albrechta Altdorfera.

## Okoliczności powstania
Obraz powstał w 1520 roku, trzy lata po tym jak Marcin Luter wywiesił na bramie kościoła w Wittenberdze 95 tez rewolucjonizujących świat katolicki. Sam temat został zaczerpnięty ze średniowiecznej literatury dewocyjnej i misteriów. Tradycja rozgrywania scenek z życia Chrystusa sięga VIII wieku, a ich zadaniem było ożywienie kazań w kościołach. Z czasem odgrywanie scen nabrało cech samodzielnej sztuki, a ich wykonywanie odbywało się pod patronatem cechów. Altdorfer był świadkiem wielu takich scen misteryjnych o czym świadczą jego dzieła.

## Opis obrazu
W obrazie artysta przedstawił grupę najważniejszych postaci nowotestamentowych. W centralnej części stoi Jezus błogosławiący swoją Matkę. Gest jego dłoni ma uspokoić pozostałe niewiasty, które rozpaczają nad nadchodzącymi wydarzeniami. Wśród kobiet, prócz omdlewającej Marii w granatowej szacie, rozpoznać można obejmującą ją Marię Jakubową, klęczącą Marię Magdaleną, Marię Kleofasową i Marię Salome. Po lewej stronie Chrystusa stoją św. Piotr i św. Jan, którzy wyglądają pozornie na bardziej pogodzonych z przyszłym losem Zbawiciela. Wszystkie postacie zostały przedstawione w bardzo ziemski sposób, emocje poszczególnych osób wyrażone są poprzez nienaturalnie wydłużone ciała, duże stopy, gesty rąk i w prostocie twarzy. Altdorfer zupełnie zignorował reguły formy, perspektywy i proporcji.
Krajobraz podzielony na dwie części harmonizuje z nastrojem sceny. Z lewej strony ukazane są suche gałęzie uschniętego drzewa symbolizujące Mękę Pańską, z prawej bujna roślinność zapowiada Nowe Przymierze. U dołu obrazu po prawej stronie widoczne są miniaturowe postacie donatorów malarza.